# Hüşün
Hüşün è un comune dell'Azerbaigian situato nel distretto di Ağdaş. Conta una popolazione di 1 015 abitanti.